# هيلين موريسون
هيلين موريسون (بالإنجليزية: Helen Morrison)‏ هي طبيبة نفسية أمريكية، ولدت في 9 يوليو 1942.